# 羅茲多爾 (別列佐夫卡區)
47°13′32″N 30°54′58″E / 47.22556°N 30.91611°E
羅茲多爾（烏克蘭語：Роздол）是位於烏克蘭西南部的村莊，由敖德萨州贝雷济夫卡区的貝雷濟夫卡市鎮負責管轄。該村始建於1898年，面積0.71平方公里，海拔高度27米，2001年人口804，人口密度每平方公里1,127.63人。